# بوریس توکارف (بازیگر)

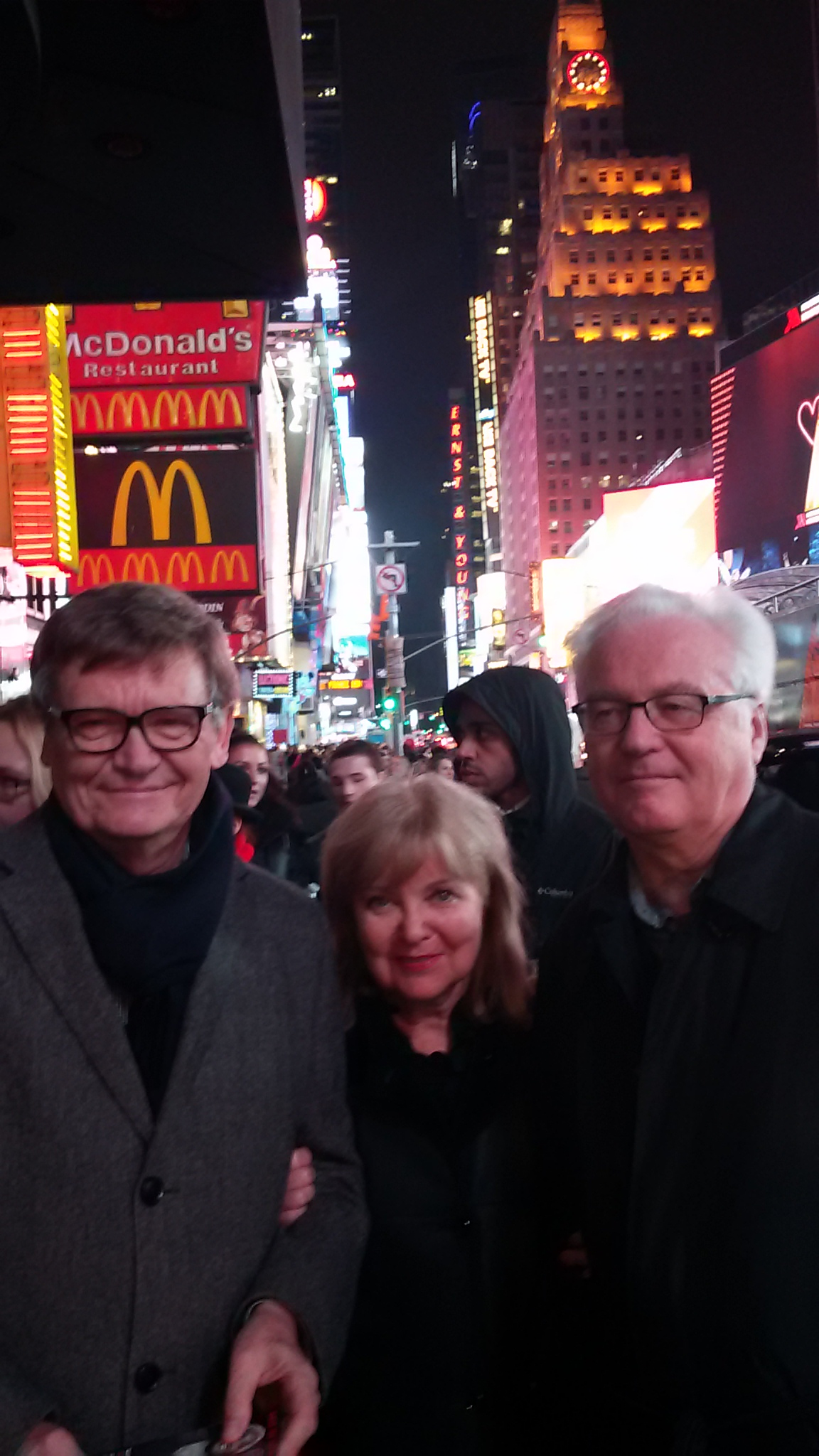

بوریس توکارف (انگلیسی: Boris Tokarev؛ زادهٔ ۲۰ اوت ۱۹۴۷) بازیگر، کارگردان فیلم اهل اتحاد جماهیر شوروی سوسیالیستی است.
از فیلم‌ها یا برنامه‌های تلویزیونی که وی در آن نقش داشته‌است می‌توان به برف داغ و شاهزاده ایگور اشاره کرد.
وی همچنین برندهٔ جوایزی همچون نشان دوستی و جایزه دولتی برادران واسیلیف شده‌است.